# Pěvec ryšavý
Pěvec ryšavý (Cercotrichas galactotes) je malý zpěvný pták z čeledi lejskovitých.
Hnízdí v rozmezí od Středomoří až po Pákistán, izolovaně také v subsaharské Africe od Sahelu po Somálsko. Je částečně tažný se zimovišti ve východní Africe a Indii. Jedná se přitom o obyvatele suchých otevřených krajin s křovisky.
Dorůstá 17 cm. Svrchu je hnědý, spodinu těla má šedou, výrazný je i jeho světlý pruh nad okem. Velmi nápadný je také jeho dlouhý silný ocas, který drží většinou vzpřímeně.
Živí se hmyzem, který chytá na zemi. Hnízdí v keřích, do hnízda klade 3-5 vajec.

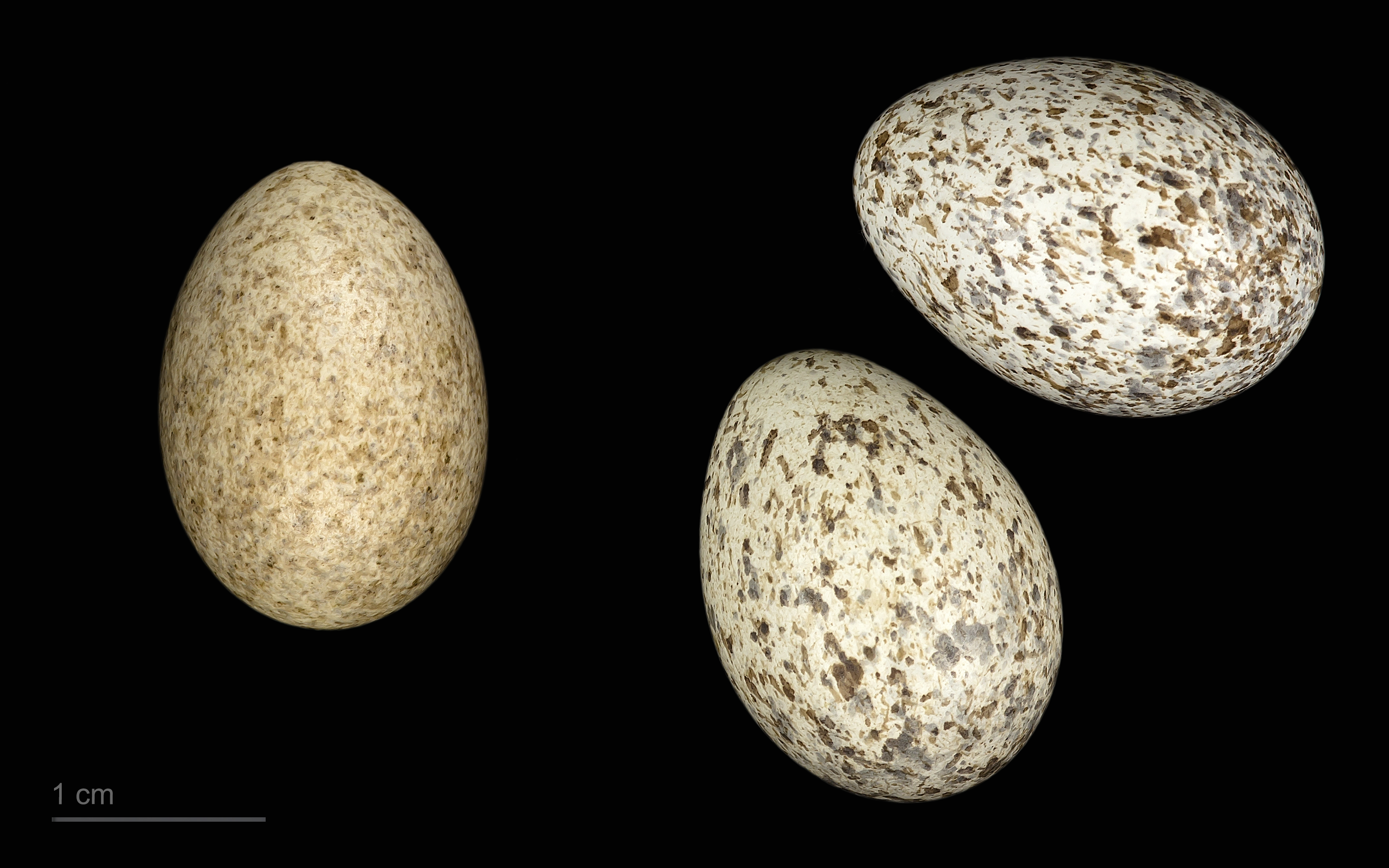
Cuculus canorus canorus + Cercotrichas galactotes